# 武汉公交515路
武汉公交515路是中国湖北省武汉市的一条公交线路，运营区间为武东路武东至星海路沙湖大道口。由武汉公交集团公司第六营运公司经营。

## 停靠站点
共29站。
武东路武东→武东路铁路涵洞→武东路青王路口→青王路张家铺→青王路龚家岭→落雁路果批→落雁路先锋村→落雁路彭家岭→落雁路郑家湾→落雁路黄家大湾→落雁路李家大湾→落雁路雁中咀→落雁路鹅咀→东湖东路梅园→东湖东路东湖医院→东湖东路游泳池→卓刀泉北路风光村→八一路东湖村→八一路东湖新村→八一路珞珈山→八一路省邮电干校→八一路小洪山→八一路东一路口→八一路洪山广场→中北路姚家岭街→公正路高王村→沙湖大道东湖西路→沙湖大道姚家岭街→星海路沙湖大道口

## 515路短途
515路曾经开行过从武汉科技大学城市学院到汉阳门的515路短途，现在已经停开。

## 515路临时短途
因为东湖道路施工，2008年10月29日到2009年6月间，515路调整了运行路线，经经武东路、王青路、友谊大道、徐东大街、东湖路、天鹅路、东湖南路、卓刀泉北路、八一路、民主路行驶，长达50余站，并开行了从武东到黄家大湾的临时短途。

### 去行
共5站。
武东→张家铺→龚家岭→武科大城市学院→黄家大湾

### 回行
共5站。
黄家大湾→武科大城市学院→龚家岭→张家铺→武东